# Județul Baia (interbelic)
Județul Baia a fost o unitate administrativă de ordinul întâi din Regatul României, aflată în regiunea istorică Moldova. Reședința județului era orașul Fălticeni.

## Întindere

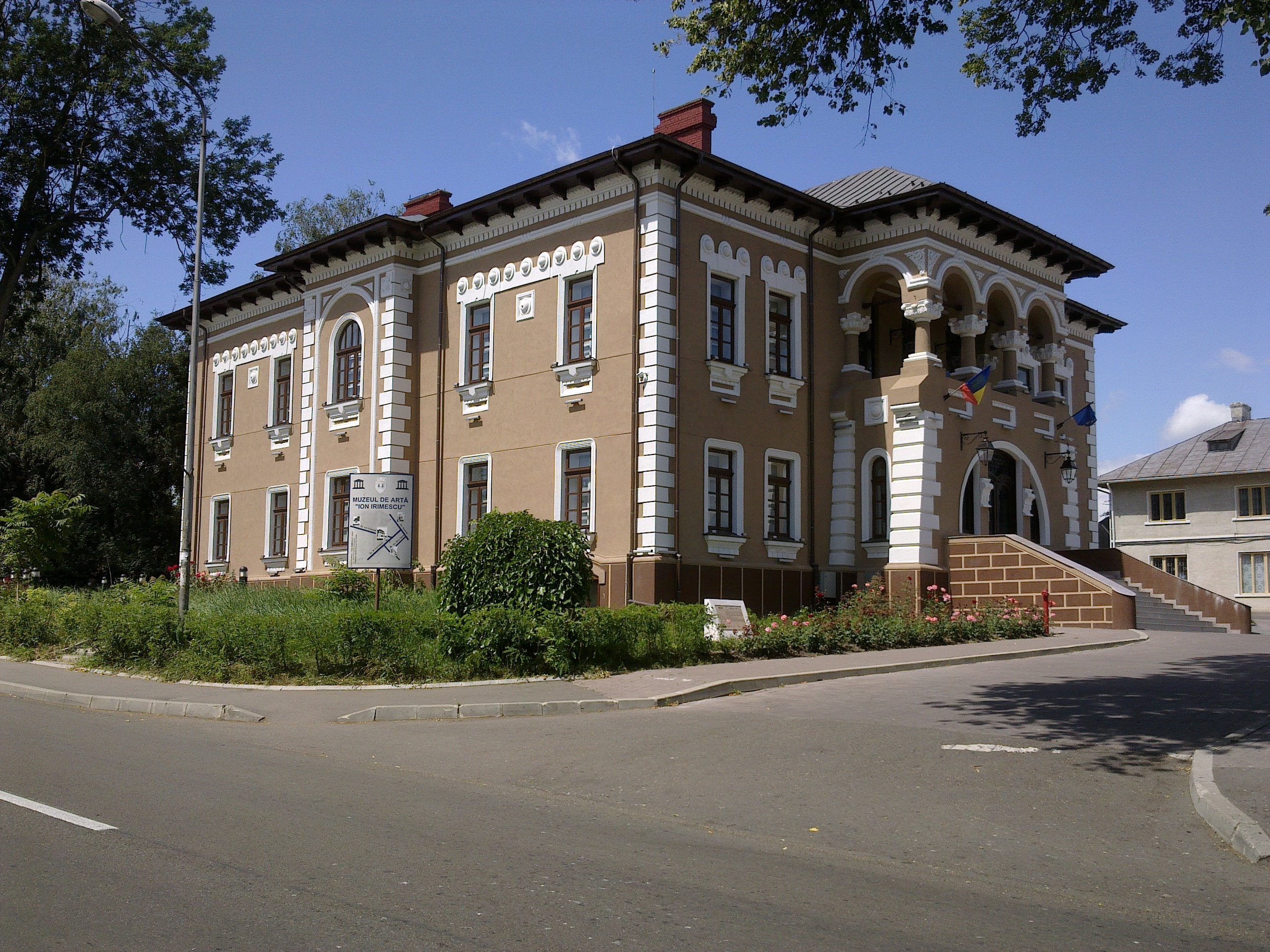
Clădirea Prefecturii județului Baia din perioada interbelică. Clădirea, situată pe Str. Mihai Eminescu nr. 2, a fost ridicată la mijlocul secolului al XIX-lea și extinsă la începutul secolului al XX-lea, iar în prezent găzduiește Muzeul de Artă „Ion Irimescu” din Fălticeni.

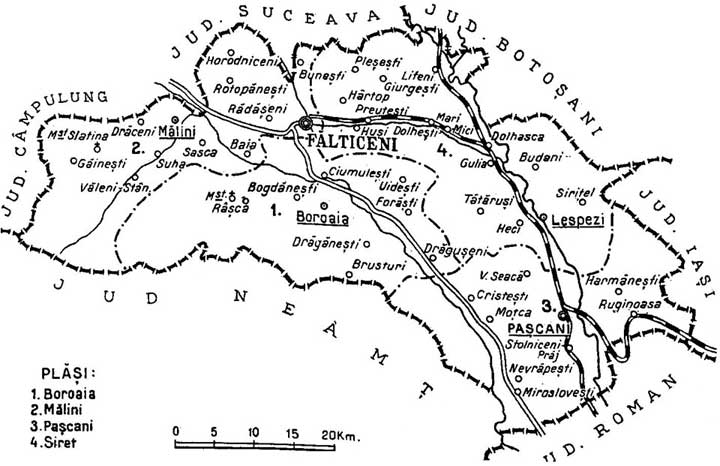
Harta județului, cu dispunerea și denumirea plășilor, în anul 1938.

Județul se afla în partea nord-estică a României Mari, în nordul regiunii Moldova, iar actualmente teritoriul lui este împărțit între județul Suceava și județul Iași. Se învecina la nord cu județele Suceava și Botoșani, la vest cu județul Câmpulung, la sud cu județele Neamț și Roman, iar la est cu județul Iași. A fost dezmembrat odată cu reforma administrativă comunistă din 1950.

## Organizare
Județul cuprindea orașele Fălticeni și Pașcani și era organizat inițial în trei plăși:
1. Plasa Moldova, cu reședința la Baia
2. Plasa Pașcani, cu reședința la Pașcani
3. Plasa Siret, cu reședința la Lespezi

Ulterior, numărul plășilor județului a devenit patru, ca urmare a împărțirii plășii Moldova în două:
1. Plasa Mălini, cu reședința la Mălini
2. Plasa Boroaia, cu reședința la Boroaia

## Populație
Conform datelor recensământului din 1930 populația județului era de 157.501 locuitori, dintre care 91,8% români, 4,8% evrei, 1,2% țigani, 0,6% germani ș.a. Ca limbă maternă 93,5% au declarat limba română, 3,7% limba idiș, 0,7% limba țigănească, 0,6% limba germană ș.a. Din punct de vedere confesional populația era alcătuită din 92,9% ortodocși, 4,9% mozaici, 1,0% romano-catolici ș.a.

### Mediul urban
În mediul urban populația era alcătuită din 76,6% români, 19,7% evrei, 1,3% germani ș.a. Din punct de vedere confesional populația urbană avea următoarea structură: 76,5% ortodocși, 20,3% mozaici, 2,4% romano-catolici ș.a.